# Søren Poppe
Søren Poppe (født 20. november 1971 i Ganløse) er en dansk sanger og sangskriver.
Poppe blev uddannet lærer fra Københavns Dag- og Aftenseminarium i 1998. Her mødte han Stefan Nielsen som han i 2000 dannede gruppen Rollo & King med. De fik deres gennembrud med singlen "Ved du hvad hun sagde?" fra albummet Midt i en løbetid (2000). I 2001 vandt de Dansk Melodi Grand Prix med sangen "Der står et billede af dig på mit bord" sammen med Signe Svendsen. Ved Eurovision Song Contest 2001 kom den engelske version af sangen, "Never Ever Let You" på en andenplads. Efterfølgende udgav de deres andet og sidste album Det nye kuld (2001), hvorefter de gik i opløsning i 2002. Samlet set solgte Rollo & King 200.000 album og 60.000 singler.
Efter opløsningen af Rollo & King udgav Søren Poppe sit første soloalbum, Hvert minut (2002) inspireret af Danser med Drenge, hvorfra singlen af samme navn fik moderat succes. "Hvert minut" blev i 2006 indspillet af den svenske sangerinde Emilia med stor succes. I 2002 sang Søren Poppe fodbold-duetten med Sofie Lassen-Kahlke "Danmarks Drenge" til VM i Sydkorea.
I 2006 deltog Søren Poppe sammen med Lene Matthiesen Nørrelykke i Dansk Melodi Grand Prix med sangen "En som dig", der endte på en samlet tredjeplads.
I 2008 fik Søren Poppe konstateret depression og stress, og valgte at stoppe sin musikkarriere. Fra 2009 til 2013 var han daglig leder af Fitness World i Værløse. I 2011 udgav han for første gang i årevis en single, "Højt at flyve" fra det senere album af samme navn. I 2013 blev Poppe uddannet massør, og åbnede en mobil massageklinik.
I dag (2020) er Søren Poppe skolelærer på Birkerød Skole[kilde mangler]

## Diskografi

### Album
- Hvert minut (2002)
- Aldrig som før (2005)
- Tampen Brænder (2006)
- Højt at Flyve (2011)

Singler
- 2002 "Hvert Minut"
- 2002 "Danmarks Drenge" (feat. Sofie Lassen-Kahlke)
- 2011 "Højt at Flyve"
- 2020 "Vi vasker hænder dagen lang"
- 2023 "Slotsbyens drenge"

### med Rollo & King
- Midt i en løbetid (2000)
- Det nye kuld (2001)